# Nandor Balazs
Nandor Laszlo Balazs (ungarisch Nándor Balázs, * 7. Juli 1926 in Budapest; † 16. August 2003 in Setauket, New York) war ein ungarisch-US-amerikanischer theoretischer Physiker.
Balazs studierte an der Universität Budapest (Diplomabschluss 1948) und hatte seine erste Veröffentlichung bereits 1949 in der Zeitschrift Nature. Nach der kommunistischen Machtübernahme verließ er Ungarn und studierte ab 1950 an der Universität Amsterdam, an der er 1951 promoviert wurde. 1951/52 war er bei Erwin Schrödinger am Dublin Institute for Advanced Study. Durch Vermittlung von Schrödinger ging er ein Jahr nach Princeton zu Albert Einstein ans Institute for Advanced Study. 1953 war er an der University of Alabama (wo er Associate Professor war) und 1955 am Enrico Fermi Institute der University of Chicago. 1959 war er Berater von General Atomics in La Jolla und im selben Jahr wieder in Princeton am Labor für Plasmaphysik. 1961 ging er an die State University of New York at Stony Brook, wo er Professor wurde und den Rest seiner Karriere blieb. Er war unter anderem Gastwissenschaftler an der University of California, San Diego, den Universitäten in München, Heidelberg, Zürich, Oxford, Cambridge, am Forschungszentrum in Jülich, dem Kernforschungszentrum in Saclay, am Institut für Kernphysik in Orsay und regelmäßig am Los Alamos National Laboratory.
Er befasste sich zum Beispiel mit Kernphysik, semiklassischen Entwicklungen in der Quantenmechanik, Informationstheorie, statistischer Mechanik und Quantenchaos. Dabei arbeitete er unter anderem mit Michael Berry (ab 1978), André Voros sowie mit Roger Balian in Saclay zusammen. In der Kernphysik arbeitete er zum Beispiel über relativistische Schwerionenstreuung, wie sie beim RHIC nahe Stony Brook durchgeführt wurde.
Neben der Physik betrieb er als Hobbys Fechten (er war in Ungarn Meister im Florett), Reiten und Segeln.

## Schriften
- mit André Voros Chaos on the pseudosphere, Physics Report, Band 143, 1986, S. 109
- mit Michael Berry Evolution of semiclassical quantum states in phase space, J.Phys.A, Band 12, 1979, S. 625–642
- mit Voros, Berry, Tabor Quantum maps, Annals of Physics, Band 122, 1979, S. 26–63